# Kompleks skoczni narciarskich w Delnicach
Japlensky Vrh oraz Vučnik – dwie skocznie narciarskie w Delnicach w Chorwacji.
Japlensky Vrh został wybudowany w 1948 roku jako skocznia o punkcie konstrukcyjnym 45 metrów, a mniejsza skocznia – Vučnik powstała już w 1935 roku. Projektantem większej skoczni jest Stanko Bloudek, projektant Velikanki w Planicy. Z czasem została ona powiększona do 60 metrów. Ostatnie zawody na skoczni odbyły się ok. 1980 roku.
W 2006 roku obydwie skocznie zostały zmodernizowane. 1 marca 2006 roku na zmodernizowanej skoczni o punkcie K-70 odbył się pierwszy po wielu latach oficjalny konkurs skoków narciarskich w Chorwacji, który oglądało pięć tysięcy widzów. Udział wzięli w nim wyłącznie skoczkowie ze Słowenii w wieku od 13 do 16 lat. Podczas tych zawodów dwa razy pobito stary rekord skoczni Bogdana Norčiča z Jugosławii, który w roku 1978 skoczył na odległość 65,5 metra. Najpierw Urban Zamernik poprawił rekord skoczni, skacząc 66 metrów. Ustanowiony później rekord skoczni należy do Jaki Tesovnika, który tego samego dnia skoczył 72,5 metra.

## Rekordziści skoczni
| Lp. | Dzień   | Rok  | Zawodnik       | Odległość |
| --- | ------- | ---- | -------------- | --------- |
| 1.  | luty    | 1978 | Bogdan Norčič  | 65,5 m    |
| 2.  | 1 marca | 2006 | Urban Zamernik | 66,0 m    |
| 3.  | 1 marca | 2006 | Jaka Tesovnik  | 72,5 m    |